# Torre de Sa Pedrissa
La Torre de la Pedrissa (popularment de sa Pedrissa) és una torre de guaita del terme de Deià (Mallorca) situada a la possessió homònima, damunt els penya-segats de la punta de Deià. Està declarada Bé d'Interès Cultural, i està en un estat de conservació relativament bo.
Formava part d'un extens sistema de vigilància i senyalització de tota la costa mallorquina per combatre la pirateria, i tenia la funció de protegir Cala Deià per mitjà d'artilleria. Va ser construïda a començament del segle xvii.

## Descripció
És una torre fortificada que era considerada com a fortalesa, molt més robusta que les torres de guaita. És d'estructura troncocònica, amb murs de maçoneria ben treballada i fileres horitzontals. Fa deu metres d'alt, i té el portal d'accés elevat, al qual s'accedia per una escala de mà. El portal condueix a una cambra amb volta de mitja esfera en la qual una escala de caragol condueix al terrat. Al terrat un porxo protegia el buit de l'escala, i és envoltat d'un parapet.

## Història
Al segle xvi, per mor de les amenaces constants dels pirates, consta que a la zona de na Foradada, al cap del Cingle de Deià, la Universitat hi tenia permanentment una guarda per custodiar la zona. Els atacs continuaren, i el 1596 es considerà fortificar el campanar de l'església per protegir la població; fins i tot s'arribà a ordenar als deianencs que abandonassin la vila i es refugiassin a les muntanyes.
Finalment, el 1613, per ordre del Gran i General Consell, es resolgué de construir una torre fortificada per protegir la cala. Aquell mateix any la torre entrà en funcionament, maldament les obres s'allargaren deu anys. Al segle xvii, tenia un canó del calibre 6. A mitjan segle xvii s'hagué d'adobar de cap a peus, reparacions que no degueren ser suficients perquè el 1720 tornava a necessitar un adob. El segle xviii, la torre incorporà un segon canó.
A final del segle xix, desaparegut el perill dels pirates, el 1867 l'estat la va traspassar a Hisenda, i la va comprar Jeroni Rius. Anys més tard, el 1898, la va vendre a l'Arxiduc Lluís Salvador, propietari de moltes altres terres per Deià i Valldemossa.
El 1926 aparegué en el film El secreto de la Pedriza, l'acció del qual ocorre a Deià.